# Gedania Gdańsk (piłka nożna)
Gedania Gdańsk – najstarszy polski klub piłkarski działający w Gdańsku. Założony 15 sierpnia 1922 jako wielosekcyjny klub sportowy. Od samego początku działała sekcja piłkarska; po podziale klubu od 2006 roku działa jako GKS Gedania 1922.
W sezonie 2025/2026 klub występował w IV lidze (V poziom ligowy).

## Informacje ogólne

### Nazwa klubu
1922-1939 Sportklub „Gedania” e.V. in Danzig
1945-1950 Klub Sportowy „Gedania”
1950-2006 Kolejowy Klub Sportowy Gedania
od 2006 Gdański Klub Sportowy GEDANIA 1922

## Historia

### Początki piłki nożnej w Gdańsku
Piłka nożna przyszła do Gdańska pod koniec XIX wieku dzięki angielskim marynarzom. 18 kwietnia 1903 roku powstał pierwszy klub piłkarski w Gdańsku – Fußball-Club (FC) Danzig (od 1905 r. pod nazwą BuEV Danzig). Pierwszy mecz z „zewnętrznym” rywalem (tj. drużyną z Królewca) odbył się w lipcu jeszcze tego samego roku.

### Powstanie klubu
W 1876 powstaje Ogniwo – pierwsze polskie stowarzyszenie sportowe w Gdańsku. W 1894 rozpoczyna swoją działalność Polskie Towarzystwo Gimnastyczne „Sokół” z którego to inicjatywy w 1926 powstaje boisko wraz z najpotrzebniejszymi urządzeniami sportowymi na terenie tak zwanego Polenhof przy Heeresanger Strasse (dziś Aleja Legionów w Gdańsku), późniejsza siedziba Gedanii.
15 sierpnia 1922 w efekcie zaistniałego konfliktu i zamknięcia sekcji piłkarskiej w „Sokole” dochodzi do powołania wielosekcyjnego polskiego klubu sportowego Gedania (nazwa ta pochodzi od nazwy zlikwidowanej sekcji piłkarskiej).

### 1922-1939

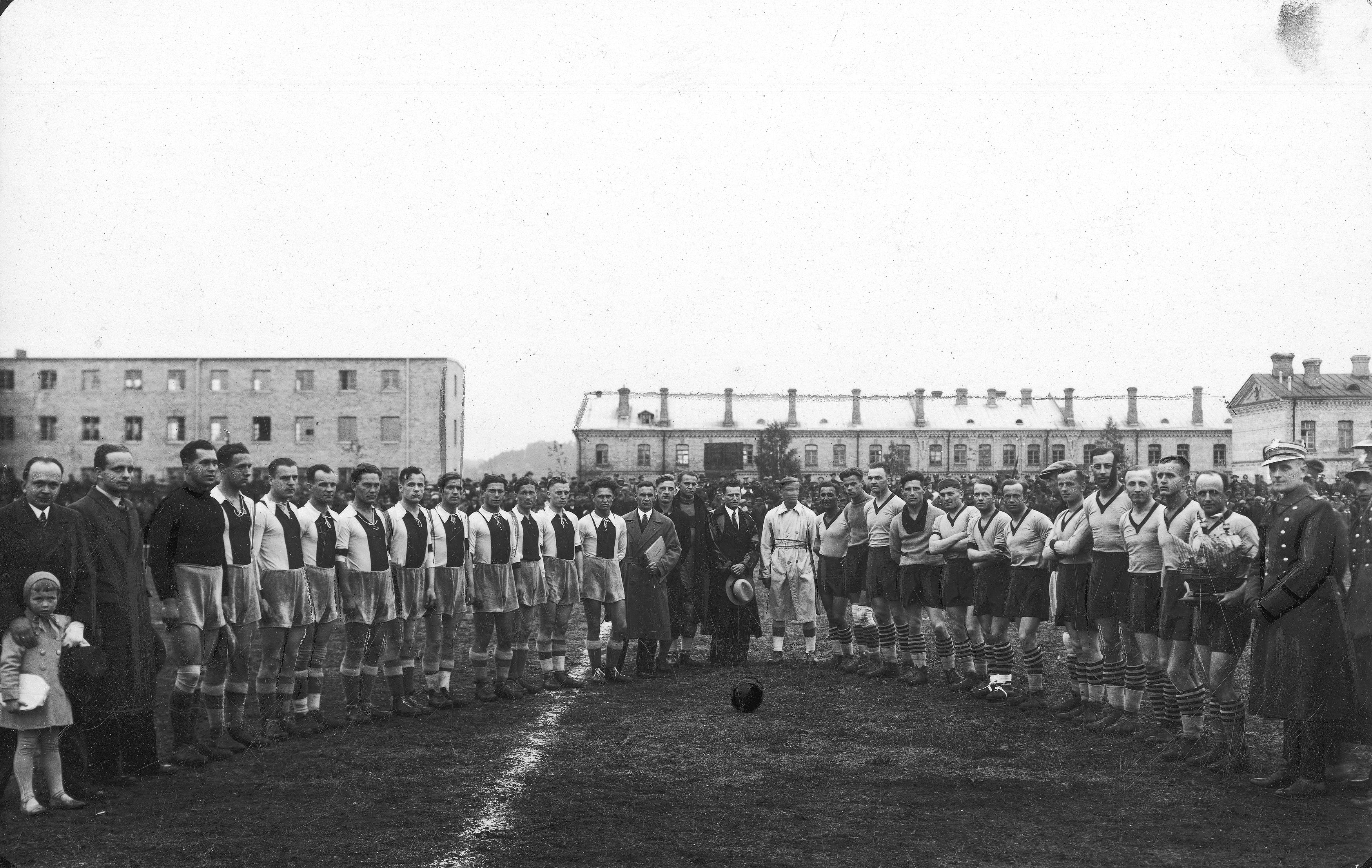
Mecz Śmigły Wilno - Gedania (3ː2), 1934 rok

Pierwszy mecz drużyna Gedanii Gdańsk rozegrałą przeciwko drużynie Polonii Bydgoszcz.1 marca 1923 zostaje zarejestrowana w Okregowym Toruńskim Związku Piłki Nożnej. Klub został zakwalifikowany do klasy A jednak na własną prośbę znalazł się w klasie B. Pierwotnie klub był zarejestrowany pod adresem Westerplatte Seestrasse. 
W 1924 przystępuje do Baltischer Rasen- und Wintersport-Verband (od 10 kwietnia 1927 zwana Baltischer Sport-Verband, czyli Bałtycki Związek Sportowy). W 1925 pod nazwą Sportklub Gedania e.V rozpoczął rywalizację w klasie B. W pierwszym zezonie wygrała 11 z 12 spotkań. W sezonie 1926  W latach 1934–1939 jest zrzeszona w Deutscher Fußball-Bund i Gauliga Ostpreußen, gdzie gra w dywizji Gauliga Danzig zajmując dwukrotnie 2. miejsce w sezonach 1936-37 i 1937-38.
W 1939 Gedania została przyjęta do Pomorskiego Okręgowego Związku Piłki Nożnej i miała w sezonie 1939-1940 wystąpić w klasie A. Jednak dzień przed rozpoczęciem II wojny klub został zmuszony przez władze WM Gdańsk do zawieszenia działalności.
Początkowo działała sekcja piłkarska, od 1931 także lekkoatletyczna, kolarska, motorowa, hokejowa i bokserska. Po zajęciu Gdańska przez Niemcy hitlerowskie rozstrzelani zostali prezes Gedanii Henryk Kopecki oraz wiceprezesi Konrad Zdrojewski i Władysław Dębowski, a większość zawodników klubu trafiła do obozów koncentracyjnych. Miejsce Gedanii w lidze zajęła reprezentacja oddziałów Luftwaffe z Gdańska (SV Luftwaffe Danzig), których trzon stanowili żołnierze obrony przeciwlotniczej. Wojny nie przeżyło łącznie 75 członków klubu.

### po 1945

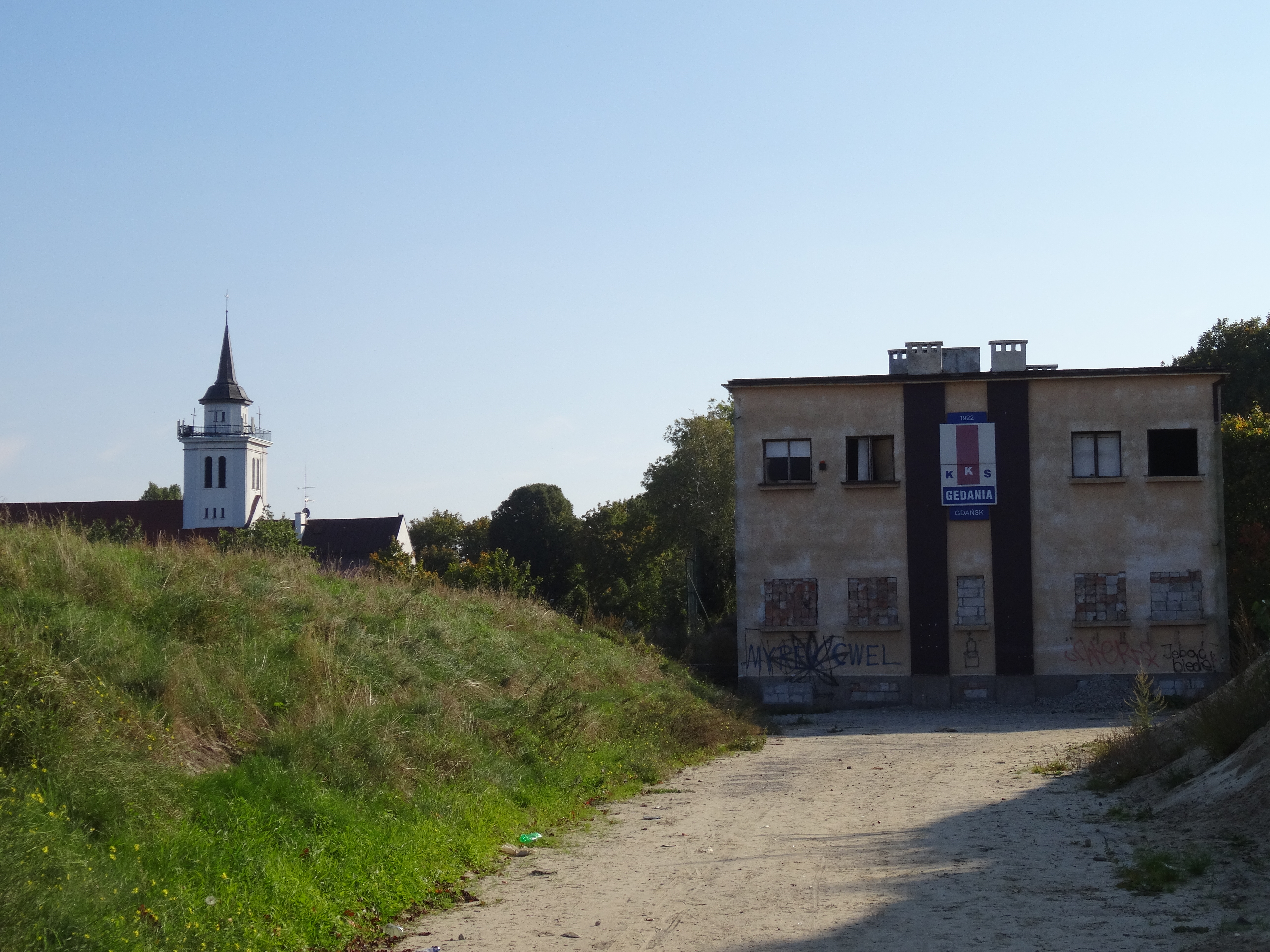
Siedziba KKS Gedania przy ul. Kościuszki, w głębi wieża kościoła św. Stanisława

Po wyzwoleniu miasta 16 maja 1945 lub pod nazwą KS Gedania zostaje reaktywowany. Po początkowych sukcesach klub rozpoczyna swoją tułaczkę po niższych ligach piłkarskich, w późniejszym okresie nazwa zostaje zmieniona na KKS Gedania (Kolejowy Klub Sportowy).
Sezon 1951 roku był jedynym, w trakcie którego miały miejsce mecze drugoligowych drużyn Gedanii (występującej pod nazwą Kolejarz Gdańsk) z Lechią Gdańsk (wówczas pod nazwą Budowlani Gdańsk).
Na początku sezonu 1987/88 Gedania połączyła się z klubem MOSiR Gdańsk.
Latem 2003 roku Gedania połączyła się z Flotyllą Gdańsk.
Od 2006 w wyniku konfliktu z prezesem przekształconego w Spółkę Akcyjną klubu Gedania S.A. dochodzi do rozpadu i w efekcie założenia Gdańskiego Klubu Sportowego GEDANIA 1922 na bazie Sekcji Piłkarskiej dawnego KKS Gedania. GEDANIA 1922 może korzystać ze swojego historycznego boiska aż do zbudowania nowego kompleksu przy Alei Hallera.
W 2022 odznaczony Złotym Medalem Reipublicae Memoriae Meritum.

## Gedania dzisiaj

### Sezon 2010/2011
Gedania Gdańsk występuje w Klasie Okręgowej grupa gdańska I.

### Kadra
Skład na sezon 2016/2017 (stan na 17 grudnia 2016)
| Nr |        | Pozycja | Piłkarz                       |
| -- | ------ | ------- | ----------------------------- |
|    | Polska | BR      | Piotr Kortas                  |
|    | Polska | BR      | Piotr Majchrzak               |
|    | Polska | OB      | Wojciech Kłos                 |
|    | Polska | OB      | Grzegorz Dziadek              |
|    | Polska | OB      | Grzegorz Gliszczyński         |
|    | Polska | OB      | Krzysztof Sosnowski           |
|    | Polska | PO      | Jarosław Wojdaś               |
|    | Polska | PO      | Filip Ruciński – przyszły rok |
|    | Polska | PO      | Paweł Szydłowski              |
|    | Polska | PO      | Andrzej Pliszka               |
|    | Polska | PO      | Marcin Łukasiak               |

| Nr |        | Pozycja | Piłkarz             |
| -- | ------ | ------- | ------------------- |
|    | Polska | PO      | Bartosz Brudniewicz |
|    | Polska | PO      | Marcin Sikorski     |
|    | Polska | PO      | Tomasz Szymczak     |
|    | Polska | PO      | Jacek Rajtar        |
|    | Polska | PO      | Sebastian Wencel    |
|    | Polska | PO      | Paweł Szajrych      |
|    | Polska | PO      | Michał Olszewski    |
|    | Polska | NA      | Jacek Szreder       |
|    | Polska | NA      | Michał Sałanowski   |
|    | Polska | NA      | Mariusz Żukowski    |
|    | Polska | NA      | Dawid Jeżowski      |

### 2009/2010
W sezonie 2009/2010 Gedania Gdańsk zajęła 6 lokatę w Klasie Okręgowej grupa gdańska I.

### 2010/2011
W sezonie 2010/2011 Gedania Gdańsk zajęła 4 lokatę w Klasie Okręgowej grupa gdańska I.

## Sezon po sezonie
| Sezon     | Liga                                          | Pozycja | Punkty | Bramki | Uwagi                                                                           |
| --------- | --------------------------------------------- | ------- | ------ | ------ | ------------------------------------------------------------------------------- |
| 1924/1925 | B-klasse                                      |         |        |        |                                                                                 |
| 1925/1926 | B-klasse                                      | 1       | 22:2   | 55:11  | awans                                                                           |
| 1926/1927 | A-klasse                                      |         |        |        |                                                                                 |
| 1927/1928 | A-klasse                                      | 1       |        |        |                                                                                 |
| 1928/1929 | A-klasse                                      | 1       |        |        | awans                                                                           |
| 1929/1930 | Danzigliga                                    | 4       | 4:6    | 5:4    |                                                                                 |
| 1930/1931 | Bezirksklasse (Kreis II Danzig)               | 2       | 12:8   | 17:16  | Endrunde um die Grenzmark-Meisterschaft: SV Graf Schwerin Deutsch Krone 0:2/3:3 |
| 1931/1932 | Bezirksklasse (Kreis II Danzig)               | 6       | 7:13   | 18:25  |                                                                                 |
| 1932/1933 | Kreisliga (Kreis II Danzig)                   | 4       | 5:5    | 15:8   |                                                                                 |
| 1933/1934 | Kreisliga (Kreis II Danzig)                   | 2       | 15:5   | 32:17  | awans                                                                           |
| 1933/1934 | Meisterschaft der Freien Stadt Danzig 1933/34 | 1       | 9:3    | 18:13  | awans                                                                           |
| 1933/1934 | Gauliga Ostpreußen (Abteilung I)              | 6       | 6:18   | 22:41  |                                                                                 |
| 1934/1935 | Gauliga Ostpreußen (Abteilung I)              | 3       | 14:10  | 28:20  |                                                                                 |
| 1935/1936 | Bezirksliga (Bezirk IV Danzig-Marienwerder)   | 3       | 14:10  | 36:20  |                                                                                 |
| 1936/1937 | Bezirksliga (Bezirk IV Danzig-Marienwerder)   | 2       | 16:8   | 42:16  | awans                                                                           |
| 1936/1937 | Gauliga Ostpreußen (Abteilung B)              | 3       | 6:6    | 14:18  |                                                                                 |
| 1937/1938 | Bezirksliga (Bezirk IV Danzig-Marienwerder)   | 2       | 15:9   | 40:22  | awans                                                                           |
| 1937/1938 | Gauliga Ostpreußen (Abteilung I)              | 3       | 2:10   | 10:22  |                                                                                 |
| 1938/1939 | Gauliga Ostpreußen                            | 5       | 16:20  | 39:57  | Gedania została zdelegalizowana w 1939 roku, a później rozwiązana odgórnie.     |
| 1946      | klasa A (Gdańsk)                              | 1       | 30     |        | awans                                                                           |
| 1946      | Mistrzostwa Polski (1/8 finału)               |         |        |        | RKU Sosnowiec 2:6                                                               |
| 1947      | Mistrzostwa Polski (gr. II)                   | 7       | 17     | 47:44  |                                                                                 |
| 1948      | klasa A (Gdańsk)                              | 2       | 14:4   | 22:10  | rozgrywki przerwane po 10 kolejkach o mistrzostwo okręgu: Lechia Gdańsk 1:5/2:7 |
| 1949      | klasa A (Gdańsk)                              | 3       | 22     |        | awans                                                                           |
| 1949      | eliminacje do II ligi                         |         |        |        | wycofana                                                                        |
| 1950      | klasa A (Gdańsk)                              | 1       | 14:0   | 30:5   | awans                                                                           |
| 1950      | eliminacje do II ligi                         | 2       | 10     | 13:15  | awans                                                                           |
| 1951      | II liga                                       | 7       | 9      | 18:25  |                                                                                 |
| 1952      | II liga                                       | 10      | 5      | 24:50  | spadek                                                                          |
| 1953      | III liga                                      | 4       | 19     |        |                                                                                 |
| 1954      | III liga                                      | 2       | 19     |        |                                                                                 |
| 1955      | III liga                                      | 1       | 37     | 34:45  | awans                                                                           |
| 1955      | eliminacje do II ligi                         | 4       | 4      | 7:15   |                                                                                 |
| 1956      | III liga                                      | 4       | 25     |        |                                                                                 |
| 1957      | III liga                                      | 6       | 16     |        |                                                                                 |
| 1958      | III liga                                      | 9       | 11     |        | spadek                                                                          |
| 1959      | klasa A                                       | 7       | 16     |        |                                                                                 |
| 1960      | klasa A                                       | 1       | 26     |        | awans                                                                           |
| 1960/61   | III liga                                      | 2       | 24     |        |                                                                                 |
| 1961/62   | III liga                                      | 4       | 24     |        |                                                                                 |
| 1962/63   | III liga                                      | 9       | 17     |        |                                                                                 |
| 1963/64   | III liga                                      | 8       | 18     |        |                                                                                 |
| 1964/65   | III liga                                      | 11      | 14     |        |                                                                                 |
| 1965/66   | III liga                                      | 10      | 15     |        | spadek                                                                          |
| 1966/67   | klasa okręgowa                                | 7       | 22     |        |                                                                                 |
| 1967/68   | klasa okręgowa                                | 5       | 21     |        |                                                                                 |
| 1968/69   | klasa okręgowa                                | 4       | 24     |        |                                                                                 |
| 1969/70   | klasa okręgowa                                | 7       | 19     |        |                                                                                 |
| 1970/71   | klasa okręgowa                                | 6       | 21     |        |                                                                                 |
| 1971/72   | klasa okręgowa                                | 3       | 24     |        |                                                                                 |
| 1972/73   | klasa okręgowa                                | 8       | 22     |        | awans                                                                           |
| 1973/74   | III liga okręgowa                             | 12      | 25     | 31:51  |                                                                                 |
| 1974/75   | klasa wojewódzka                              | 11      | 17     | 38:51  |                                                                                 |
| 1975/76   | klasa wojewódzka                              | 11      | 20     | 34:50  | spadek                                                                          |
| 1976/77   | klasa A                                       | 1       | 31     | 43:17  | awans                                                                           |
| 1977/78   | III liga                                      | 8       | 25     | 29:33  |                                                                                 |
| 1978/79   | III liga                                      | 10      | 24     | 16:18  |                                                                                 |
| 1979/80   | III liga                                      | 8       | 28     | 32:33  |                                                                                 |
| 1980/81   | III liga                                      | 14      | 11     | 18:47  | spadek                                                                          |
| 1981/82   | klasa okręgowa                                | 3       | 33     | 35:29  |                                                                                 |
| 1982/83   | klasa okręgowa                                | 1       | 43     | 55:16  | awans                                                                           |
| 1983/84   | III liga                                      | 11      | 24     | 23:30  |                                                                                 |
| 1984/85   | III liga                                      | 14      | 5      | 9:56   | spadek                                                                          |
| 1985/86   | klasa okręgowa                                | 4       | 29     | 43:31  |                                                                                 |
| 1986/87   | klasa okręgowa                                | 2       | 41     | 68:22  | awans                                                                           |
| 1987/88   | III liga                                      | 11      | 19     | 25:34  | spadek                                                                          |
| 1988/89   | klasa okręgowa                                | 4       | 30     | 35:24  |                                                                                 |
| 1989/90   | klasa okręgowa                                | 8       | 33     | 29:30  |                                                                                 |
| 1990/91   | klasa okręgowa                                | 3       | 43     | 70:29  |                                                                                 |
| 1991/92   | klasa okręgowa                                | 4       | 38     | 79:36  |                                                                                 |
| 1992/93   | klasa okręgowa                                | 3       | 45     | 74:34  |                                                                                 |
| 1993/94   | klasa okręgowa                                | 1       | 49     | 73:30  | awans                                                                           |
| 1994/95   | III liga                                      | 10      | 33     | 41:43  |                                                                                 |
| 1995/96   | III liga                                      | 17      | 25     | 37:76  | spadek                                                                          |
| 1996/97   | IV liga                                       | 6       | 42     | 52:51  |                                                                                 |
| 1997/98   | IV liga                                       | 2       | 70     | 53:19  |                                                                                 |
| 1998/99   | IV liga                                       | 9       | 40     | 43:50  |                                                                                 |
| 1999/00   | IV liga                                       | 6       | 41     | 28:17  |                                                                                 |
| 2000/01   | IV liga                                       | 4       | 71     | 81:38  |                                                                                 |
| 2001/02   | IV liga                                       | 16      | 31     | 31:54  |                                                                                 |
| 2002/03   | IV liga                                       | 6       | 38     | 26:27  |                                                                                 |
| 2003/04   | IV liga                                       | 2       | 81     | 101:27 |                                                                                 |
| 2004/05   | IV liga                                       | 18      | 19     | 27:80  | spadek                                                                          |
| 2005/06   | klasa okręgowa                                | 4       | 60     | 66:27  |                                                                                 |
| 2006/07   | klasa okręgowa                                | 7       | 44     | 32:38  |                                                                                 |
| 2007/08   | klasa okręgowa                                | 3       | 61     | 54:26  | baraże o IV ligę: · Czarni Czarne 5:1 · Wisła Tczew 0:1 · spadek                |
| 2008/09   | klasa okręgowa                                | 4       | 50     | 55:19  |                                                                                 |
| 2009/10   | klasa okręgowa                                | 6       | 42     | 41:39  |                                                                                 |
| 2010/11   | klasa okręgowa                                | 4       | 44     | 43:35  |                                                                                 |
| 2010/11   | klasa okręgowa                                | 13      | 33     | 45:57  |                                                                                 |
| 2011/12   | klasa okręgowa                                | 11      | 34     | 47:43  |                                                                                 |
| 2012/13   | klasa okręgowa                                | 12      | 38     | 59:68  |                                                                                 |
| 2013/14   | klasa okręgowa                                | 4       | 61     | 90:37  |                                                                                 |
| 2014/15   | klasa okręgowa                                | 2       | 69     | 96:36  | awans                                                                           |
| 2015/16   | IV liga                                       | 7       | 57     | 68:43  |                                                                                 |
| 2016/17   | IV liga                                       | 13      | 38     | 50:65  |                                                                                 |
| 2017/18   | IV liga                                       | 15      | 39     | 69:73  |                                                                                 |
| 2018/19   | IV liga                                       | 11      | 48     | 52:61  |                                                                                 |
| 2019/20   | IV liga                                       | 12      | 22     | 34:36  | 18 kolejek                                                                      |
| 2020/21   | IV liga                                       | 4       | 47     | 64:50  | 29 kolejek (20+9)                                                               |
| 2021/22   | IV liga                                       | 1       | 73     | 92:29  | 29 kolejek (20+9) · awans                                                       |
| 2022/23   | III liga                                      | 5       | 61     | 63:59  |                                                                                 |
| 2023/24   | III liga                                      | 8       | 50     | 58:56  |                                                                                 |
| 2024/25   | III liga                                      | 16      | 34     | 43:80  | spadek                                                                          |

| Oznaczenie kolorami |
| ------------------- |
| I poziom ligowy     |
| II poziom ligowy    |
| III poziom ligowy   |
| IV poziom ligowy    |
| V poziom ligowy     |
| VI poziom ligowy    |

## Wybitni piłkarze Gedanii
- Zygmunt Duraj
- Eryk Falow
- Maksymilian Kasprowicz
- Roman Korynt
- Władysław Musiał
- Krzysztof Adamczyk
- Rafał Murawski
- Brunon Zwarra
- Jacek Gryboś